# Berlandembia berlandi
Berlandembia berlandi är en insektsart som först beskrevs av Navás 1922.  Berlandembia berlandi ingår i släktet Berlandembia och familjen Embiidae. Inga underarter finns listade i Catalogue of Life.